# Пиелонефрит
Пиелонефрит (Pielonephritis) е инфекциозно неспецифично заболяване, при което се засяга пиело-каликсната система (легенчето и тубулите – бъбречните каналчета) и интерстициалната тъкан. Бива остър и хроничен. Най-често се причинява от Грам-отрицателни бактерии – Ешерихия коли, Proteus, Pseudomonas aeruginoa, стафилококи и др. Предразполагащи фактори са нефролитиаза (камъни в бъбреците), придобити и вродени малформации, бременност.

## Причини и симптоми
Инфекциозният агент прониква в бъбреците по два пътя: по-рядко по хематогенен (кръвен) и по-често (80%) по асцендентен (възходящ)
. Най-рано се увреждат дисталните тубули, което води до нарушение на концентриращата способност на бъбреците и може да се развие тубулна недостатъчност.
Острият пиелонефрит се характеризира с триадата – болки в кръста, смущения в диурезата и фебрилно-интоксикационен синдром (висока температура и отпадналост). Диурезата (уринирането) е повишена, наблюдава се левкоцитурия (отделяне на левкоцити с урината), протеинурия (отделяне на протеини) и бактериурия (отделяне на бактерии).

## Лечение
Лечението е с антибиотици според антибиотикограмата, които са ефикасни спрямо грамотрицателни бактерии и не са нефротоксични (токсични за бъбреците). Препоръчва се постелен режим и специална диета.
Антибиотичният курс на лечение обикновено е 10-14 дни, като при необходимост може да се продължи с друг антибиотик.